# George Grossmith Jr.
George Grossmith Jr. (Londra, 11 maggio 1874 – Londra, 6 giugno 1935) è stato un attore, compositore e produttore teatrale inglese.

## Biografia
George Grossmith Jr. è stato un attore, produttore teatrale e manager inglese, regista, drammaturgo e cantautore, ricordato soprattutto per il suo lavoro in e con le commedie musicali edoardiane. Grossmith è stato anche un importante innovatore nel portare "cabaret" e "revues" sulle scene londinesi. Nato a Londra, ha preso il suo primo ruolo sul palcoscenico musicale all'età di 18 anni in Haste to the Wedding (1892), una collaborazione del West End tra il suo famoso cantautore e padre attore e W. S. Gilbert.
Grossmith divenne presto un favorito del pubblico interpretando ruoli da "tizio". Le prime apparizioni nei musical includevano il successo di George Edwardes A Gaiety Girl nel 1893, e Go-Bang e The Shop Girl nel 1894. Nel 1895, Grossmith lasciò il palcoscenico musicale, invece apparendo in commedie, ma dopo alcuni anni tornò a esibirsi in musical e burlesque vittoriane. All'inizio del nuovo secolo, ebbe una serie di successi nei musical per Edwardes, tra cui The Toreador (1901), The School Girl (1903), The Orchid (1903), The Spring Chicken (1905), The New Aladdin (1906) , The Girls of Gottenberg (1907), Our Miss Gibbs (1909), Peggy (1911), The Sunshine Girl (1912) e The Girl on the Film (1913). L'allampanato Grossmith era spesso accostato in modo comico al piccolino Edmund Payne. Allo stesso tempo, ha sviluppato una reputazione come coautore di musical e riviste, di solito aggiungendo battute.
Grossmith si è affermato come uno dei principali produttori, insieme a Edward Laurillard, di successi come Tonight's the Night (1914), Theodore & Co (1916) e Yes, Uncle! (1917). Ha scritto la serie di riviste di lunga data iniziata con The Bing Boys Are Here (1916), programmando questi progetti attorno al suo servizio navale nella prima guerra mondiale. Ha poi prodotto Eastward Ho! (1919) e ha prodotto, co-scritto, diretto e talvolta recitato in Kissing Time (1919), A Night Out (1920), Sally (1921), The Cabaret Girl (1922), The Beauty Prize (1923) e Primrose (1924), molti di questi con Leslie Henson. Ha anche continuato ad apparire in spettacoli di altri produttori, tra cui The Naughty Princess (1920) e No, No, Nanette (1925).
Successivamente, si è esibito in opere come Princess Charming (1926) ed è apparso in almeno dieci film per la London Film Productions Ltd., tra gli altri film, negli anni '30. Ha prodotto The Land of Smiles e Cavalcade (entrambi nel 1931) e nel 1933 ha interpretato Touchstone in una produzione di As You Like It.

## Opere
- A Gaiety Girl (1893);
- Go-Bang (1894);
- The Shop Girl (1894);
- The Toreador (1901);
- The School Girl (1903);
- The Orchid (1903);
- The Spring Chicken (1905);
- The New Aladdin (1906);
- The Girls of Gottenberg (1907);
- Our Miss Gibbs (1909);
- Peggy (1911);
- The Sunshine Girl (1912);
- The Girl on the Film (1913);
- Tonight's the Night (1914);
- Theodore & Co (1916);
- Yes, Uncle! (1917);
- The Bing Boys Are Here (1916);
- Eastward Ho! (1919);
- Kissing Time (1919);
- A Night Out (1920);
- Sally (1921);
- The Cabaret Girl (1922);
- The Beauty Prize (1923);
- Primrose (1924).